# Солдатка (приток Самары)
Солда́тка — река в России, протекает по Оренбургской области. Устье реки находится в 457 км по правому берегу Самары. Длина реки составляет 12 км. Площадь водосборного бассейна — 59,2 км².

## Данные водного реестра
По данным государственного водного реестра России, Солдатка относится к Нижневолжскому бассейновому округу. Водохозяйственный участок реки — Самара от истока до Сорочинского гидроузла. Речной бассейн Солдатки — Волга от верховий Куйбышевского водохранилища до впадения в Каспий.
Код объекта в государственном водном реестре — 11010000912112100006284.